# 2008-as tibeti zavargások

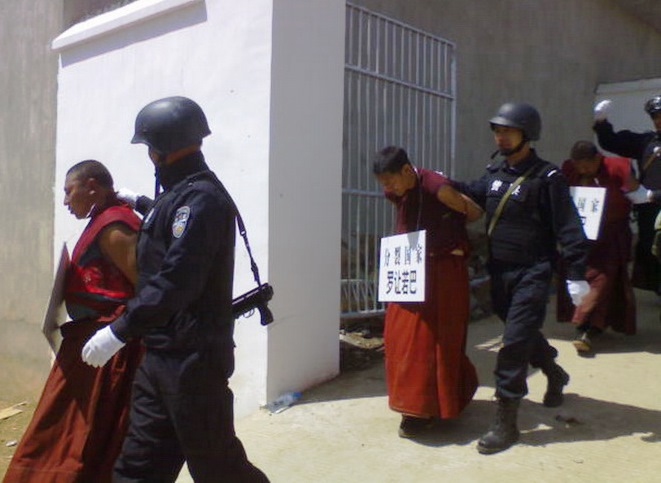
Tibeti szerzetesek kínai őrizetben 2008 áprilisában

A 2008-as tibeti zavargások 2008. március 10-én demonstrációkkal kezdődtek. Ez a tibeti felkelés napja, amikor a 49 évvel ezelőtti sikertelen, a pekingi kommunista uralom ellen indított 1959-es tibeti felkelésre emlékeznek. A mostani zavargásokat politikai kommentátorok tibeti intifádának is hívják. A rendőrök erőszakkal reagáltak, és több tucat tüntetőt lelőttek. Ezekről fényképes bizonyítékok is készültek. Erre mindössze egy nappal egy muszlim szélsőséges szervezet által Hszincsiang-Ujgur Autonóm Területban elkövetett, előre eltervezett repülőgép-eltérítést követően került sor. A tüntetéseket buddhista szerzetesek indították, akik a 2007 októberében őrizetbe vett vezető szerzetesek kiszabadítását akarták elérni. Őket korábban azért vették őrizetbe, mivel megünnepelték, hogy 2006. szeptember 27-én az amerikai Kongresszus Tendzin Gyacót, a dalai lámát tüntette ki a Kongresszusi Aranyéremmel. A tüntetés hamarosan a függetlenségre való buzdításba csapott át, majd március 14-én erőszakba, lázadásba, gyújtogatásba, fosztogatásba torkollott. Ez a nem tibetiek elleni támadásokkal is párosult. A tüntetés az elmúlt 20 évben a legnagyobb ilyen szabású akció, amit a Kínai Kommunista Párt ellen szerveztek. A zavargások azon a héten kezdődtek, amikor a nagyobb kormányzóságok vezetői Pekingben, az Országos Népi Gyűlésen voltak.
A régióban zajló eseményekről ritkán lehet információhoz jutni, mivel a kínai hatóságok megtiltották a külföldi sajtónak, hogy belépjenek a területre, és hogy onnan tudósításokat, riportokat adjanak. Azonban az Economist egyik tudósítója, James Miles egy hétre engedélyt kapott az autonóm tartományba való belépéshez.

## Háttér

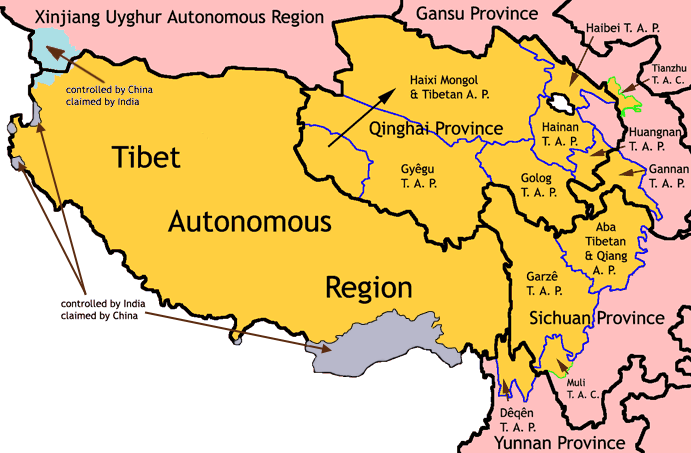
Narancssárga színnel jelölték azt a területet, ahol tibeti lakosság lakik.

Tibet politikai helyzete különösen érzékennyé teszi a térséget. Az Economist megjegyezte, hogy a felkelést a jelek szerint az etnikai és vallási gyűlölet mérgesítette el. Az utóbbi időkben számos nem tibeti nemzetiségű bevándorló telepedett le Lhászában, és a város kisebb boltjainak többsége az ő tulajdonukat képezi. A tibetiek helyzetét ezen felül tovább nehezíti a megugrott infláció is, amely az élelmiszerek és a fogyasztási javak árának jelentős növekedését eredményezte. Emiatt több család utcára került, és a hajléktalanok holttesteinek látványa egyre inkább megszokott. A vasútvonalról, melyet azért építettek, hogy Lhászát összekösse Kína más nagyvárosaival, a helyiek úgy vélekednek, hogy ezzel is a városba bevándorlók számát akarják növelni. Ugyanakkor elfogadták a vasutat, mert a kormány azt ígérte, hogy ez majd féken tartja az inflációt a városban. Azonban az ország többi területéhez hasonlóan az árak itt is tovább emelkedtek, ami növelte az itt lakók és a kínai kormány közötti feszültséget.
A történelmi háttérről megjegyzendő, hogy a terület 1949-es elfoglalása még ma is feszültséget vált ki. A területen hivatalosan 1951-ben hozták létre a tibeti autonóm tartományt. Bár a terület feletti kínai uralmat a legtöbb állam és az ENSZ is elismeri, ennek jogosságát több, Tibet függetlenségéért küzdő szervezet tagja megkérdőjelezi. Azonban Tendzin Gyaco, a 14. dalai láma a függetlenséget teljesen kizárta a megoldások köréből. Tisztázni kell azonban, hogy a dalai láma mindenféle, a felkelésbe való beavatkozást visszautasított. A Dzso-khang kolostornál tüntető tibeti szerzetesek is azt állították, hogy a tibeti eseményeknek semmi köze a dalai lámához.

## Erőszak Lhászában

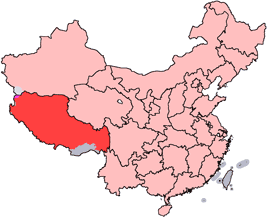
A Tibeti Autonóm Terület Kínán belül

A Xinhua hírügynökség, Kína központi hírügynökségének jelentése szerint március 14-én Lhászában a felkelők 623 embert sebesítettek meg, köztük 241 rendőrt. Több mint 300 helyen alakult ki lövöldözés, melyeknek célpontjai leginkább magánházak, boltok és iskolák voltak. A feszültség Lhászában tovább erősödött, mikor a város három legnagyobb kolostorát több ezer katona és felfegyverzett rendőr foglalta el. Majdnem két évtized alatt ez volt az egyik a legnagyobb tüntetés a régióban. A kínaiak a jelentések szerint a több száz fős tüntető csoport feloszlatásához először figyelmeztető lövéseket adtak le, majd könnygázt és elektromos sokkolókat is alkalmaztak. Legfeljebb 50 szerzetest vettek őrizetbe.
Egy helyszínen lévő szemtanú elmondása szerint Lhászában egy kis templom közelében szerzetesek lángba borítottak egy rendőrautót, miután a rendőrök betiltották a demonstrációt. „A szerzetesek még mindig tüntetnek. Rendőrségi és katonai autókat gyújtottak fel. Emberek sírnak.” A pekingi amerikai követek amerikai állampolgárok beszámolói alapján azt nyilatkozták az Association Pressnek, hogy tűzpárbaj és felkelés van Lhászában.
A tüntetők a han kínai többség és a belváros üzleteit birtokló hui muzulmán kisebbség tulajdonában lévő üzleteket és autókat rongáltak meg. Ők képezik Kína lakosságának többségét. A BBC és a Wall Street Journal jelentései szerint a tüntetők elsősorban a hanok boltjait gyújtják fel és rabolják ki. Azonban a Wall Street Journal egyértelműen közli, hogy a han kínaiak történeteit külső forrásokból nem lehet igazolni. „A han kínaiakat és a muzulmánokat ért támadások hírei a kínai állami sajtó legfőbb hírei mostanában.” A kínaiak remélik, hogy kormányuk a veszteségeikért kárpótolni fogja őket. A CNN értesülései szerint egy han lány kórházba került, miután egy tibeti csoport bántalmazta. James Miles a CNN-nek adott nyilatkozatában a következőket mondta:
Amit láttam, az valószínűleg egy – vagy mondhatjuk azt is, hogy kettő – nemzetiségi csoport ellen irányult. Az elsődleges célpont a Lhászában élő han kínai közösség volt, de az itteni muzulmán hiu közösséget is érték atrocitások.
A The Economist a következőkről tudósított: „A tibeti negyed szűk utcáin több csoport fejezi ki dühét. Vannak közöttük kis csoportokba szerveződött, hagyományos tibeti kardot viselő fiatalok, valamint több tucat sorban haladó csoportok, akik között találhatunk nőket és gyermekeket is. A boltok zsaluit döngették, betörtek, és amit bírtak, elvittek; legyen az nagy darab hús, gáztartály vagy ruházati cikk. Több árut elvittek, míg másokat kihajigáltak az utcákra, és ott felbálázva meggyújtották ezeket. Egyesek gyerekeket láttak, amint játéküzletet fosztogatnak…” A tömeg kínaiakat is megtámadt, köztük autókat, buszokat és egy bicikliző kisfiút.
A The Guardian külföldi szemtanúk jelentései alapján azt közölte, hogy a tüntetők hanokat, muzulmánokat, huikat és a külföldieken kívül minden más etnikai csoporthoz tartozót megtámadtak. A külföldi származásúakat nem bántották. Ugyanez a jelentés számolt be arról is, hogy a tibeti tulajdonú hoteleken kívül szinte az összes többit megrongálták és szétzúzták. A szemtanú arról is beszámolt, hogy látta, amint három tüntető leszúrt egy eszméletlen férfit. A hétfői határidő lejártát követően a kínai rendőrség hangosbeszélőn keresztül felhívta azok figyelmét, akik részt vettek az erőszakban, hogy akik megadják magukat, azokkal szemben elnézőek lesznek. Közöttük voltak olyan kínaiak is, akiket a tibetiek böködtek, bántalmaztak.
A tüntetők péntek késő éjszaka egy mecsetet is felgyújtottak Lhászában, amit talán az egyre növekvő hujcu nemzeti közösség ellen való megnyilvánulásnak szántak.
Egy tibeti szemtanú beszámolója arról tudósított, hogy március 14-én délután három óra körül egy zöld katonai jármű áthatolt a tömegen, így ott szétszaladtak az emberek. Később katonai járműveken több mint 100 embert elszállítottak.
A Xinhua hírügynökség Kína központi hírügynökségének értesülései szerint a felkelők 160 helyszínen gyújtogattak Lhászában, köztük iskolákban, kórházakban, bankokban, boltokban és egy kiadónál is.
Az AsiaNews, a Római Külügyi Misszió Politikai Intézetének lapja azt jelentette, hogy a rendőrök, akik a tüntetés megkezdése (március 10.) óta figyelik a Kirti kolostort, a szerzetesek csoportjára tüzet nyitottak. Rajtuk kívül 400 buddhista apácát és a helyi tibeti középiskola diákjait is megölték, miután március 16-án olyan szlogeneket skandáltak, mint például „Szabad Tibetet!” és „Sokáig éljen a dalai láma!”. Az újság kilenc áldozat fényképét is közölte. Közöttük vannak 15-17 éves fiatal fiúk is.
A Tibetből érkező nyugati turisták beszámoltak a tüntetéseknél tapasztaltakról. Néhányan közülük úgy nyilatkoztak, hogy láttak halálra kövezett idős kínaiakat, akiket a tibetiek tömegestül köveztek meg.
John Kenwood kanadai turista Tibetből történt hazatértét követően a következőképp számolt be tapasztalatairól a The Timesnak: „Nehéz az események közül egy részt kiemelni. Egyetértek azzal, hogy a tibetieknek megvan a maguk kultúrája, de azzal nem értek egyet, amit az emberek csináltak. Ez ettől kezdve már egyáltalán nem a tibeti függetlenségről szólt.”
Mindenesetre úgy tűnik, hogy a tüntetőknek két csoportja különböztethető meg a leírások alapján. Az egyik békésen tüntet a függetlenségért, a másik fele pedig akkor is lázad, amikor a dalai láma ellenzi az erőszakot.
A hivatalos kínai sajtó legfrissebben közölt információi tartalmaznak olyan neveket, akikről azt állítják, hogy felkelés közbeni erőszak áldozatai lettek.
A Radio Free Asia és az International Campaign for Tibet azt jelentette, hogy újabb tüntetések alakultak ki a Ramoche templomnál, Lhásza északnyugati részében. Erre azután került sor, hogy egy 15 fős, amerikai, japán és európai diplomáciai csoport egy kétnapos kirándulást követően visszautazott Pekingbe.

## Tüntetések más tartományokban

### Tüntetések Gansuban

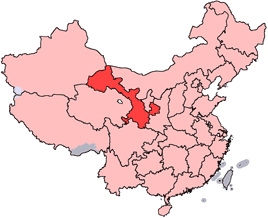
Gansu Province

A tibeti tüntetők a tibeti autonóm tartományon kívül is felbukkantak. A tibeti származásúak és a szerzetesek az északkeleti Gansu tartományban szombaton, 2008. március 15-én kezdtek el tüntetni. Az itteni tüntetések központja a gansui Lapuleng kolostornál volt mely az egyik legnagyobb Tibeten kívüli, tibeti buddhista kolostor. Tüntetők vonultak végig Hsziahó utcáin is. Ez Gansu egyik tibetiek által lakott területe. Itt fekszik a Laopuleng kolostor is. A területet a tibetiek az 1959 előtti határok szerint Ando Goloknak nevezték. Legfeljebb 5000 tüntető vett részt a gansúi felvonuláson. Vannak olyan jelentések, melyek szerint a tüntetők kínai kormányzati hivatalokat rongáltak meg, amire válaszul a rendőrök könnygázzal és erővel oszlatták fel a tüntetést. A gansúi tüntetők ezzel szemben azt állítják, hogy a tüntetések békésen zajlottak le.
A száműzetésben lévő tibeti kormány bejelentette, hogy március 18-án 19 tibeti tüntetőt lelőttek.
A károk az első hivatalos becslések szerint a megtámadott tartományban elérik a 32 millió dollárt.

### Tüntetések Qinghaiban

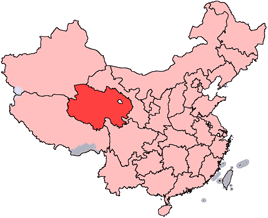
Qinghai Province

Jelentések szerint a kínai szervek egy Rebkongban (Huangnan, Qinghai) történt összetűzést követően 12 tibetit vettek őrizetbe, és a biztonsági erők körülvették a Dita kolostort Bajánban. Qinghai határos Tibettel, és jelentős az ott élő tibeti lakosság száma.
A Neue Zürcher Zeitung svájci újság egy külföldi újságíró beszámolóját közölte le, aki március végén megpróbált Xining tartományba utazni. A beszámoló szerint a tibeti tanárok megfélemlítő hívásokat kapnak a Közbiztonsági Hivataltól, a tibetiek tulajdonában lévő útleveleket bevonják, hogy lehetetlenné tegyék a külföldre való távozást, valamint tájékoztatják a külföldieket, hogy a Tibet melletti tüntetéseken való részvételük miatt kiutasíthatják őket az országból. A terület tanulói egyoldalú politikai oktatásban részesülnek. A Xiningi Orvostudományi Egyetem hallgatói demonstrációt tartottak, hogy így fejezzék ki szolidaritásukat a tüntetőkkel és a lhászai áldozatokkal.

### TüntetésekSzecsuanban

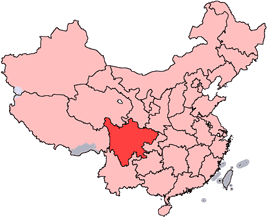
Sichuan Province

Szecsuan tartományban (azon a területen, mely 1959 előtt Khan néven Tibethez tartozott) március 16-án a tibeti szerzetesek és a rendőrök vasárnap Abában összecsaptak a tüntetések folyamán. Egy rendőrt megöltek, három vagy négy rendőrségi teherautót felgyújtottak. Az indiai székhelyű Emberi Jogok Tibeti Központja állítása szerint legalább hét embert megöltek, azonban az állítást még nem tudták bizonyítani. Vannak olyan vélemények, melyek szerint a rendőrök 13-30 tüntetőt lelőttek, miután felgyújtottak egy rendőrségi épületet. Az újságírókra kiszabott tilalom miatt lehetetlen igazolni a halálos áldozatok számát.
Az erőszak Chengdura, a közeli Szecsuan tartomány fővárosára is átterjedt. Március 18-án a tibetiek számos han kínai civilt támadtak és öltek meg. Néhány támadót a helyi rendőrség letartóztatott, míg mások a támadások után öngyilkosságot követtek el. A támadás indítékáról nincs információ, mivel a kínai kormány minden hírt visszatart, és a város részben a rendőrség ellenőrzése alatt áll.
Chengdúban, Szecsuan fővárosában a hatóságok és a titkos szolgálatok lezártak egy kerületet. A kerület a Nemzetiségek Délnyugati Egyeteme és a Wuhon szentély közelében fekszik. Tibeti tüntetők meg nem erősített hírei szerint Chengdunak abban a részében került sor az erélyes fellépésre is, és ugyanebben a részben egy héttel korábban tibetiek han kínaiakat szúrtak le. Személyautók és más járművek nem hajthatnak át a nagy rendőri jelenléttel bíró kerületen. A Kínába akkreditált külföldi tudósítók klubja azt jelentette, hogy a kínai hatóságok megakadályozták, hogy a tartomány tibeti felében fekvő Chengdúból riportokat sugározzanak.
A Time egyik tudósítója azt jelentette, hogy körülbelül 150 katonai autóból álló konvoj halad Lithangba, Szecsuan egyik tibetiek által sűrűn lakott városába.
Március 25-én a kínai sajtó közlése szerint az elmérgesedő új tüntetésekben egy rendőrt és egy tibetit öltek meg Szecsuan tibeti részén. A Xinhzua értesülései szerint a rendőröket kényszerítették, hogy figyelmeztető lövéseket adjanak le, és így kergessék szét a jogtalanul összegyűlt tömeget. Az Emberi Jogok és Demokrácia Tibeti Központja jelentése alapján egy tibetit a kínai rendőrök lelőttek, egy másikat pedig súlyosan megsebesítettek.

### Tüntetések Pekingben

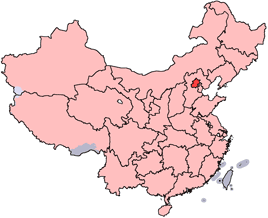
Pekingi Önkormányzat

A Times Online értesülései szerint a Nemzeti Kisebbségek Egyeteménél körülbelül 100 tibeti származású hallgató ülősztrájkot szervezett, mellyel a történelmi Tibetben tüntetőkkel vállalnak szolidaritást. A rendőrség kordonokkal körülvette a területet, de nem alkalmazott erőszakot a résztvevőkkel szemben, akik csendben kör alakot formázva ültek az egyetem központjánál.
Kína arra kért minden tibeti származású, Pekingben tanuló diákot, hogy írja le a dalai lámával kapcsolatos gondolatait, adják meg szüleik adatait, adják meg saját azonosításukhoz szükséges adataikat, és garantálják, hogy nem vesznek részt politikai rendezvényen.
Egy magabiztosan válaszoló szülő azt mondta, hogy: „Hogyan kérhetnek ők (a kínai kormány) olyat egy 17-18 éves gyermektől, hogy egy ilyen politikai dokumentumot írjanak? Ezek a gyerekek alig tudnak tibetiül. Még annyira sem bízik a kormány a tibetiekben, hogy ilyen biztosítékot kér tőlük?”
A pekingi olimpia ideje alatt tüntetők többször „Szabad Tibetet!” követeltek, villanypóznáról és épületekről lelógatva hatalmas feliratokkal tiltakoztak az elnyomás ellen. A rendőrség az esetek többségében elvezette őket.

## Tüntetések Kínán kívül

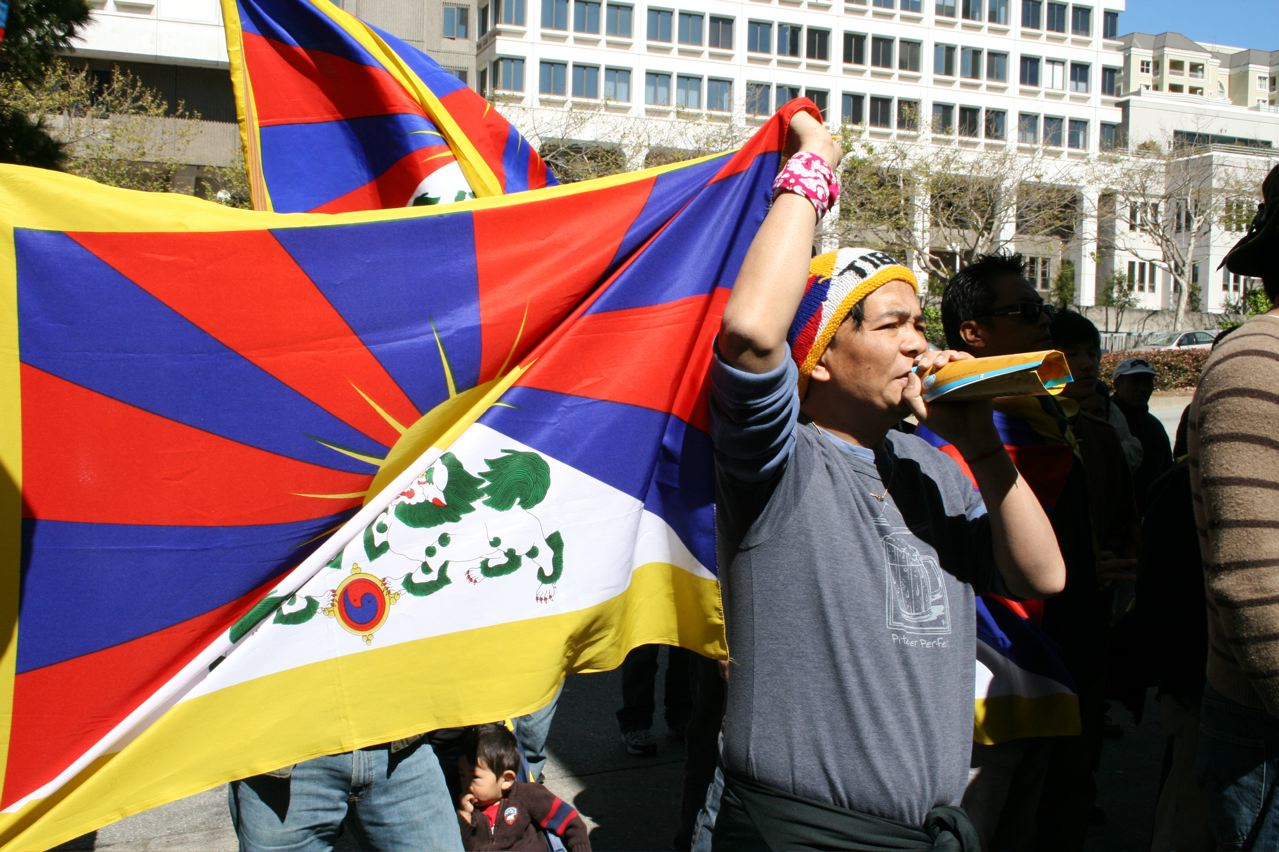
Tibet-párti tüntetés San Franciscóban a tibeti követség előtt 2008. március 17-én.

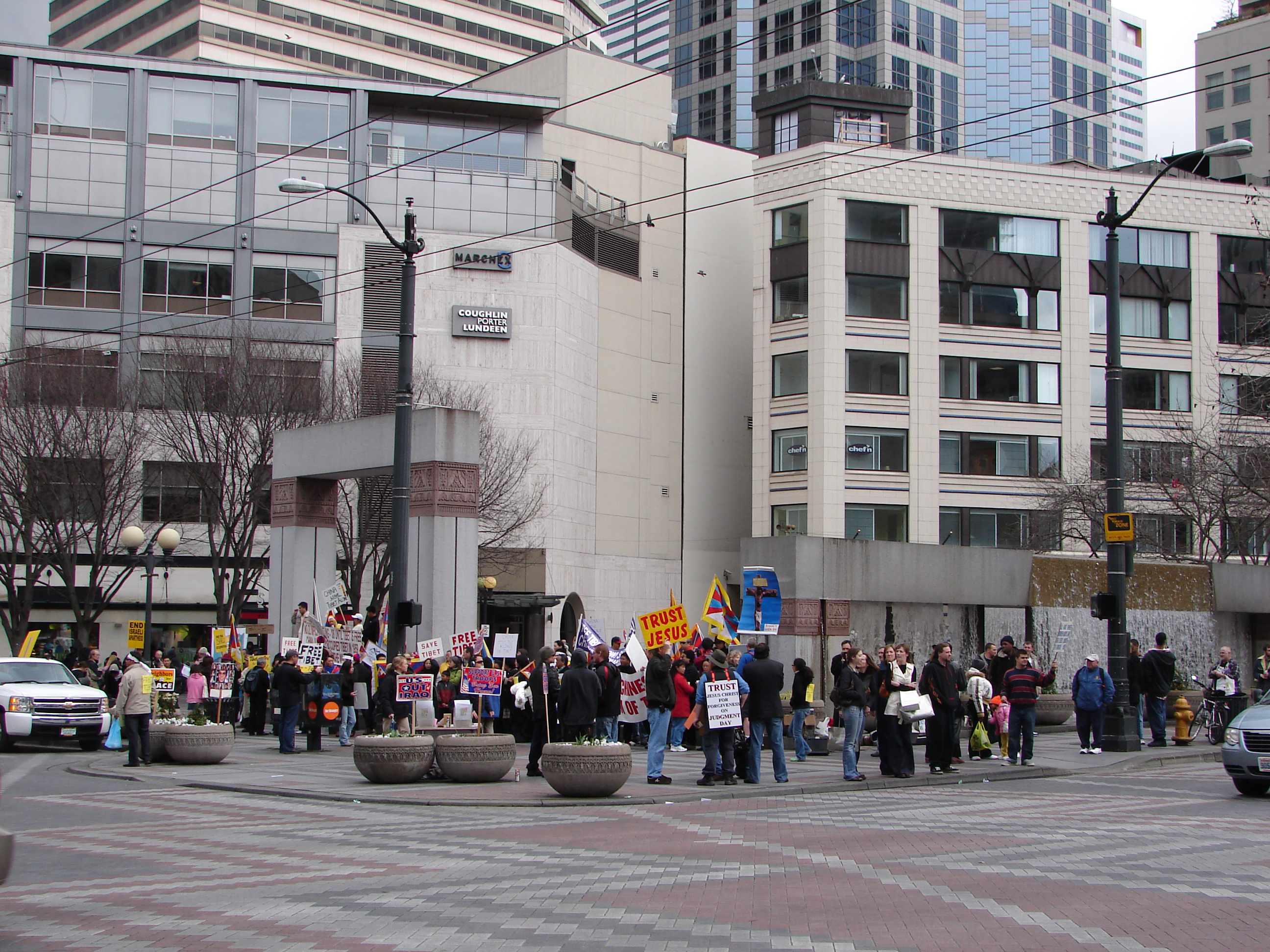
Tibet-párti tüntetés Seattle-ben 2008. március 15-én

### Amerikai Egyesült Államok
New Yorkban több mint 100 ember tüntetett az ENSZ központjának helyet adó épület előtt. A városi rendőrség jelentése szerint hat Tibet mellett kiállót őrizetbe vettek, akik megpróbáltak bejutni az épületbe. Washingtonban március 21-én két tucatnyian tüntettek a kínai nagykövetség előtt.

### Ausztria
Március 20-án, csütörtökön több tibeti behatolt Kína bécsi nagykövetségére, ahol eltávolították a kínai nemzeti zászlót és megrongálták a nagykövetség épületét. A nagykövet sürgősen találkozni akart Ausztria külügyi hivatalnokaival és szemléltette, a helyi rendőrség mennyire tehetetlen volt.

### Ausztrália
A konzulátus előtt Sydneyben március 15-én, szombaton négy embert vettek őrizetbe.

### Dél-Korea
Szöul Inszadong kerületében számos polgár összegyűlt, hogy tiltakozzon a kínai kormány ellen. Közülük sokan a "Tibet barátai"(티베트의 친구들) csoport tagjai voltak. Ez a szervezet internetes honlapon keresztül szerveződött.

### Egyesült Királyság
Londonban a tüntetők transzparenseket helyeztek el a British Museumnak kölcsönadott agyagkatonákon. Március 22-én tibeti száműzöttek és brit támogatóik tüntettek Londonban.
A 2008-as olimpiai láng eljutásának biztonsága érdekében növelték a 2008 áprilisában érkező láng védelmét, nehogy a tüntetők el tudják téríteni az eredeti útjáról.

### Franciaország
Március 16-án, vasárnap a francia rohamrendőrök könnygázzal oszlatták fel a kínai nagykövetség előtt tartott 2500 fős tüntetést. A tüntetők székekkel, botokkal, csövekkel, és minden olyan tárggyal a rendőrök ellen harcoltak, amit kézbe tudtak venni. Így vált a teljesen békésnek indult tüntetés kifejlett lázadássá. A demonstrálók egy csoportja megpróbált felmászni az épületre, és onnan levenni a kínai, és a helyére kitűzni a tibeti zászlót. 27 embert vettek őrizetbe, és változatos sérülésekkel számos embert vittek sürgősségi osztályokra. Több mint 200 dollár értékű kár keletkezett magántulajdonban, többek között feldöntött és felégettt autók, mopedek és két helyi bolt szerepel a veszteségek listáján.

### Görögország
2008. március 24-én Olümpiában az olimpiai láng meggyújtása alatt a francia központú Riporterek Határok Nélkül nemzetközi szervezet egyik francia aktivistája megpróbálta áttörni a védelmet, és megpróbált kibontani egy azonosítatlan plakátot a kínai olimpiai bizottság vezetője, Liu Qi mögött, aki éppen akkor tartotta beszédét. A biztonsági személyzet gyorsan eltávolította a tüntetőt. Később, a láng útja alatt egy tibeti nő vörösre festve a földre feküdt, és a lángvivőknek meg kellett őt kerülnie, miközben a többi tüntető a következőt skandálták: A szégyen lángja. A görög kormány elítélte a történteket.

### Hollandia
Hágában körülbelül 400 tüntető rohamozta meg a kínai nagykövetséget. Megpróbálták levenni Kína zászlaját, és a helyére kitűzni Tibetét.

### India
A Meghálajában, Indiában élő tibetiek bezárták üzleteiket, és ők is Tibet kínai megszállása ellen kezdtek tiltakozni.
Több száz Indiába kimenekült tibeti tüntetett az indiai–kínai határon fekvő Dharamszhalában, hogy jelezzék, nem értenek egyet Tibet kínai megszállásával. Az indiai hatóságok 100–nál is több tibeti tüntetőt tartóztattak le. Az indiai rendőrség egy tucatnyi tibeti emigránst akkor tartóztatott le, mikor meg akarták rohamozni Kína delhi nagykövetségét. India erőteljes lecsapását a Tibet mellett tüntetőkre sokan úgy értelmezik, hogy az ország távol akarja magát tartani a tibeti eseményektől, s ezzel is javítani akarja kapcsolatát Kínával.

### Írország
Corkban tüntetők egy kis csoportja demonstrált a Fitzgeralds Parkban. Itt "Szabad Tibet", és hasonló szlogeneket lehetett olvasni.

### Izland
Reykjavíkban felkérték a rendőrséget, hogy őrizze a kínai követséget, ahol az épület előtt nagyjából 40 tüntető békésen tüntetett, Tibet-barát jelszavakat skandáltak és zászlókat lengettek. Számos tibeti menekült is részt vett a tüntetésen.
Pár nappal korábban a kínai követséghez felvezető lépcsőt Jan Jiricek, egy tüntető, vörös festékkel borította le, aki a tüntetők egyik honlapján, az aftaka.com-on megjelent kiáltványban a következőt írta: "Vér folyik a kínai nagykövetségből, amit megpróbálok láthatóvá tenni mindenki számára, és nem csak azoknak, akik ezt látni akarják. Jan Jiricek vagyok, egy létező személy. Lelepleztem azt a vérözönt, ami Reykjavikban a kínai nagykövetségtől fakad. Remélem ez kérdések, viták és cselekedetek áradatát indítja el."
A Ungir Jafnaðarmenn fiatalokat tömörítő politikai szervezet három tagja tiltakozó levelet vitt a kínai nagykövetségre, azonban az érkezésük előtt bezárt, és rendőrök vették körbe.

### Japán
Több mint 100 tibeti él Japánban. A tibeti száműzött kormányt támogató japánok március 16-án felvonulást tartottak a Jojogi Parkban, ahol Kína-ellenes szlogeneket skandáltak. Ez egy fáklyás menet része volt, ami a tibeti olimpia része.
Március 22-én több mint 900 száműzött tibeti és japán támogatóik tüntettek Tokióban, Roppongiban.

### Kanada
2008. március 10-én hétfőn Torontóban Kanadában a Hallgatók a Szabad Tibetért több tagja sorakozott a szomszédos épületeknél, és többen felmásztak a kínai főkonzul házára, és ott a kínai zászlót tibetire cserélték. A tüntetők közül később a helyi rendőrség többet őrizetbe vett. A főkonzul azt állította, hogy ez a cselekménnyel megsértették a Bécsben, a diplomáciai kapcsolatokról kötött szerződést.
Több mint 50 tibeti és nem tibeti vett részt március 14 és 15-én a vancouveri kínai nagykövetség előtt tartott békés demonstrációban. Több résztvevő egész éjjel a követség előtt maradt, ami szintén a tüntetés része volt, és a vancouveri rendőrök biztosították a helyszínt, nehogy incidensre kerülhessen sor. A nagykövetség előtt megpróbáltak zászlót égetni.
2008. március 20-án, csütörtökön körülbelül 200, más források szerint 100 tüntető gyűlt össze Ottawában a Parliament Hillen, ahol békés tüntetést tartottak a tibeti népért. Stephen Harper kanadai miniszterelnök és számos miniszter kiállt a tüntetők mellett.
2008. március 23-án több száz tibeti és őket támogató tüntetett Toronto belvárosában.

### Litvánia
Litvániában a litvánok egy kisebb csoportja március 17-én békés demonstrációt tartott a Kína vilniusi nagykövetsége előtt. Azonban Kína nagykövetsége elutasította a védelmet.

### Magyarország
Budapesten körülbelül 200 ember tüntetett a Kínai Nagykövetség előtt. Tibet mellett kiálló szlogeneket énekeltek, köveket és festékes zacskókat dobtak az épületre, és az egyik ablakot betörték. A rendőrség két tüntetőt vett őrizetbe.

### Németország
A Németországban élő tibetiek március 17-én, hétfőn megrohamozták a müncheni kínai követséget. A kínai zászlót meggyújtották, és a bejárati ajtó előtt „Mentsd meg Tibetet!”, „Állítsd meg a gyilkosságokat!” és ezekhez hasonló szlogeneket skandáltak. A helyi rendőrség 26 résztvevőt előállított. Voltak tüntetések a berlini kínai követség előtt is.

### Nepál
Körülbelül 44 száműzetésben lévő tibetit tartóztattak le a nepáli rendőrök Katmanduben, miután a rendőrök bambuszból készült gumibotokkal és könnygázzal. A tüntetők állítása szerint ők békésen tüntettek.

### Olaszország
Rómában több száz tibeti és olasz békés fáklyás virrasztást tartott a kínai külképviselet előtt.

### Svájc
Zürichben a svájci rendőrök könnygázzal lőttek a tüntetőkre, akik megpróbáltak bejutni a kínai konzulátusra.
Genfben 400 tibeti és néhány svájci vonult végig a városon, egészen a Nemzetközi Olimpiai Bizottságig, és békés tüntetéssel arra akarták rávenni a szervezetet, hogy adjon ki egy, a tibeti erőszakot elítélő nyilatkozatot.
Zürichben több mint 1000 tibeti és svájci vonult végig a városon békésen, miközben fáklyát hordoztak, és a tibeti zavargások áldozataiért imádkoztak.

## Kína válasza
Azonban a tibeti új nemzedék elégedetlen a dalai láma ragaszkodásával a békés tüntetésekkel kapcsolatban, s így ezek a vélemények mélyen megosztják a tibeti társadalmat. A Kínában uralmon lévő Kommunista Párt zászlóshajójának számító újság a kormányellenes tüntetések letörésére szólította fel a tibetieket.
A híradások szerint Kína a tüntetések harmadik napján bevetette a népi fegyveres rendőrséget és bezáratta a kolostorokat. A hongkongi újságírók videóit és fényképeit letörölték, és kikísérték őket Tibetből. Ezen felül megtagadta a külföldi média kérését, hogy beléphessenek Tibetbe. Yang Deping tábornok szerint a népi felszabadító hadsereg fegyveres alakulatait nem fogják bevetni.
A jelentések szerint a kínai hatóságok arra számítanak, hogy a tibetiek fellépése feszültséget szíthat a szomszédos, többségében ujgurok által lakott Hszincsiang-Ujgur Autonóm Terület tartományban is, melynek eredményeképpen ott is utcára vonulhatnak a lakosok.
A kínaiak által kinevezett 11. Panchen láma, Gyaincain Norbu, a következőképp kommentálta az eseményeket: „A felkelők tettei nemcsak a nemzet és az emberek érdekeinek ártanak, hanem a buddhizmus céljaival is ellenkeznek. Így végeredményképp mi minden olyan cselekedetet ellenzünk, mely megosztja az országot és aláássa a nemzetek egységét. Nagy mértékben ellenezzük, hogy egy kis embertömeg által okozott bűncselekmények megzavarják az emberek életét és kárt tegyenek javaikban.”
A kínaiak erre úgy válaszoltak, hogy lezárták a kolostorokat és bántalmazták a szerzeteseket. Egy szemtanú a következőket látta a Sera kolostorban:A szerzeteseket megragadták, majd ütötték, verték őket." Abában a rendőrök a tömegbe lőttek, négy embert megsebesítettek. 20 tibetit öltek meg Ngabában, Amdóban. Az egyikük csupán 15 éves volt.

### Média
A Guardian tudósítója, Tania Branigan értesülései szerint kormány letiltott minden külföldi rádióadót és internetes honlapot, és kitiltotta az újságírókat a zavargások területéről. Eközben nem vettek tudomást a zavargásokról, azok jelentőségét elbagatellizálták. Azonban péntekig a televíziós csatornák több órán keresztül közvetítették a lhászai Kína-ellenes tüntetéseket és ezek utóhatásait. A CCTV állami tulajdonú társaság angol nyelvű műsorait készítő alkalmazottakat felszólították, hogy a kiégett boltokat és a megsebesült kínaiakat mutassák adásaikban. Békés tüntetőket nem mutattak. Ahogy ez a Guardian videófelvételen látható, a helyi rendőrség megakadályozta, hogy a sajtó felvételeket készítsen a békés tüntetésekről. Azonban a CCTV teljes terjedelmében közvetíthette a felégetett boltokat, és itt az áldozatokkal interjúkat is készített.
A YouTube videómegosztó oldalt, a Guardian teljes honlapját, a Yahoo! portáljának egyes részeit és a The Times internetes kiadásának egyes szakaszait letiltották.
A Yahoo! China a honlapján több helyen kihelyezte a legkeresettebb tüntetőket, hogy ezzel segítsen a kínai rendőrségnek a 24 tibeti elfogásában. Az MSN! China is ugyanezt a listát tette közzé.
Kína kommunista pártjának az újságja, a People's Daily, felkérte a kínai kormányt, hogy eredményesen vessen véget a tibeti tüntetéseknek és a tibeti függetlenségi mozgalomnak. .
A China Daily újság azt állította, hogy a nyugati média elfogultan közvetíti a tibeti felkelés eseményeit. Egyik cikkében olyan fényképeket mutat, melyeket megváltoztattak és rossz képszöveget írtak hozzá, és más példákat is hoz az elfogultságra. Ide tartoznak még azok a nepáli felkelésen készült felvételek is, melyeket a tibeti erőszak részeként jelentettek meg. A cikk azt is állította, hogy a kínai netpolgárokat a nyugati médiában található fényképek és magyarázatok felmérgesítették. A CNN-nél dolgozó John Vause, aki nyilvánosságra hozta a történetet, a következőképp válaszolt a kritikákra: "… technikailag nem volt lehetséges a jobb oldalon álló összetört autókat is belevenni a képekbe…."
Az AFP és a DW azt közölte, hogy a kínai hatóságok külföldi újságírók egy kis csoportját beengedték Tibetbe. Ezek között az újságírók között voltak az amerikai Wall Street Journal, USA Today, a brit Financial Times, a japán Kyodo News Agency, a dél-koreai KBS és az arab al-Dzsazíra képviselői is. A három napos médiatúrát a kínai kormány szervezte, hogy ellensúlyozza az elfogultnak mondott, a nyugati médiában a válságról látott riportokat. Az AFP később azt közölte, hogy a külföldön tanuló kínai diákok létrehoztak egy honlapot, aminek a neve nevezetesen az Anti-CNN-t, hogy bizonyítékokat gyűjtsenek az egyoldalú, hazug külföldi híradásokról. A hamis híradás leadásával megvádolt sajtó orgánumok közéé tartozik a CNN, a FOX, a Times Online, a Sky News, a Spiegel Online és a BBC. A Spiegel Online egy cikkben utasította vissza a vádakat.
Március 27-én szerzetesek egy csoportja egy rövid tüntetéssel megzavarta a kínai kormány által a sajtó munkatársainak szervezett, Lhászán keresztül haladó kirándulást. A tüntetők azt skandálták, hogy Tibetben nincs szabad vallásgyakorlás, és hogy a dalai láma nem felelős a lhászai zavargásokért. A túra során a sajtó munkatársainak egy kiválasztott csoportjának először nyílt lehetősége a de facto elzárt területen forgatni.. A küldöttségben az amerikai Wall Street Journal, a brit Financial Times, a USA Today, az arab al-Dzsazíra hírcsatorna és az Associated Press (AP) újságírói vehettek részt. A résztvevőket a kínai kormány válogatta ki, és lhászai tartózkodásuk alatt ellenőrizték tevékenységüket.

## Következmények
Az amerikai kongresszus támogatásával működő Radio Free Asia szemtanúk jelentései alapján azt közölte, legalább két holttestet láttak Lhásza utcáin. Szombat reggel azt jelentették, hogy addig a lázadók tíz embert élve elégettek. Az itteni áldozatok között két hotelben dolgozó és két bolttulajdonos volt, de tízük egyike sem külföldi. A kínai Xinhua hírügynökség jelentése szerint a legtöbb áldozat üzletember illetve járókelő volt. A Xinhua hétfőn azt jelentette, hogy a felkelők Lhászában 160 helyszínt gyújtottak fel, többek között iskolákat, kórházakat, bankokat, boltokat és egy kiadót. Ugyanezen a napon egy sajtótájékoztatón a tibeti autonóm régió kormányzója, Champa Phuntsok megerősítette, hogy a hétvégi erőszak során 16 embert öltek meg és tucatnyi embert megsebesítettek. Más források szerint a halálos áldozatok száma 13.
A kínai hatóságok jelentésében a múlt heti lhászai felkelés halálos áldozatainak száma 22-re emelkedett.
Tibet száműzetésben lévő kormánya szombaton azt mondta, hogy a tibeti zendülésről olyan, meg nem erősített hírei vannak, melyek szerint legalább 100 halálos áldozata van az eseményeknek. Később, vasárnap ugyanez a kormány úgy nyilatkozott, hogy legalább 80 halálos áldozatról megerősített híreik vannak. A The Economist értesülései szerint a tibeti kormánynak ezek a becslései kitartóak, de nem megalapozottak. A The Economist helyzetelemzése szerint nincs meggyőző bizonyíték arra, hogy olyan nagy mérvű vérontás történne most Tibetben, mint annak idején 1989-ben a Tiananmen téren vagy az 1980-as években a tibeti tüntetésekkor.
James Miles, a The Economist újságírója szerint Lhászában mind a tibetiek, mind a hanok közül kerültek ki fatalisták. Utóbbiak voltak az erőszak célpontjai. Champa Phuntsok, a tibeti kormány vezetője azt mondta, hogy a kínai rendőrök nem használták sem a fegyverüket, sem más személy elleni támadó eszközt, bár a tibeti tüntetők 61 rendőrt megsebesítettek, közülük hatot súlyosan. A Peking által támogatott tibeti regionális kormány azt jelentette, hogy a tüntetők 13 ártatlan embert öltek meg.
Március 24-én a német RTL elismerte, hogy egy tüntetőket ábrázoló képet rossz képaláírással láttak el. Ettől függetlenül egy másik német társaság, az n-tv azt közölte, hogy a kínai felkelés híre alatt egy hibából kifolyólag nepáli tüntetések képét mutatták.
Szemtanúk beszámolói és a TCHR-nél (Demokrácia és Emberi Jogok Központja) tett tanúvallomások alapján legalább 79 tibeti halála áll közvetlen kapcsolatban a kínai biztonsági szolgálatok erőszakosságával. Különböző indokokkal több mint 1200 tibetit tartóztattak le, és több mint 100 tibeti tűnt el. A nyilvánosságra kerülő halott, letartóztatott vagy eltűnt emberek száma még jelentősen emelkedni fog, amint egyre több információ érkezik Tibetből.
Tibeti száműzött csoportok hírei szerint mióta a Népi Fegyveres Rendőrség elzárta a vizet, az áramot, nem enged be a Szera, Drepung és Ganden kolostorokba és más, a tüntetésben aktív helyszínekre vizet, élelmiszert és egészségügyi eszközöket, a szerzetesek éheznek, és egyikük március 25-én éhen halt.

## A Kínai Kommunista Párt és a dalai láma párbeszéde
2008. március 19-én Wen Jiabao miniszterelnök bírálta a dalai lámának a tüntetésekben betöltött szerepét, de azt mondta, a párbeszéd lehetősége még nyitott, ha a láma lemond Tibet függetlenségéről.
A Newsweekkel készített 2008. március 20-i interjúban a dalai láma azt mondta, hogy egészen 1959-ig barátságos volt a viszony a tibetiek és a han kínaiak között. Akkor a kínai kommunisták sokkal agresszívebbek lettek. Időnként a rossz kommunistákra panaszkodtak, de sohasem a rossz kínaiakra. Reméli, egyszer jobb kapcsolat lesz majd a tibetiek és a kínaiak között, és eltűnnek a múltban a kapcsolatot nehezítő nehézségek.
A dalai láma ismét kijelentette, hogy ő az autonómiát, és nem a függetlenséget támogatja. Arra hivatkozott, hogy Tibetnek modern nemzetté kell válnia, ami csak akkor történhet meg, ha Tibet Kína része marad. Ugyanakkor a dalai láma kijelentette, hogy a Kínai Kommunista Párt legfelső hivatalnokaitól olyan információkat kapott, melyek szerint ők is a jobb párbeszéd kialakulását remélik.

## Nemzetközi reakciók
- Tibet: A dalai láma, a Központi Tibeti Adminisztráció vezetője Indiában felhívta a kínai kormány figyelmét, hogy hagyjon fel az erő alkalmazásával, és felszólította tibeti követőit, hogy tartózkodjanak az erőszaktól.[56] Azt mondta, hogyha az erőszak tovább folytatódik, lemond az emigráns kormány éléről.[120]
- Kína: Qiangba Puncog elnök, a Tibeti Autonóm Régió vezetője a következőképp nyilatkozott az Associated Pressnek: „Szigorúan fogunk fellépni azokkal a bűnözőkkel szemben, akik a nemzet megosztására irányuló cselekedeteket hajtanak végre.”[6] Wen Jiabao kínai miniszterelnök a dalai láma támogatóit tette felelőssé a jelenlegi tibeti erőszakért. "Sok tény van, és számos olyan helyzetről tudunk, melyek arra utalnak, hogy ezt a zendülést a dalai láma előre kitervelte, és ő volt a felbujtó."[121] Március 28-án a dalai láma a kínai kormány számos vádját utasította vissza, mikor azt mondta, ő nem híve Tibet elválásának, és nem kívánja szabotálni a 2008. évi nyári olimpiai játékokat.[122]
- Tajvan: Tajvan külügyminisztériuma a következő tartalmű közleményt adta ki: „Erősen ellenezzük, hogy a kínaiak erővel félemlítik meg Tibetet, és felkérjük a nemzetközi közösséget, hogy kövesse nyomon a tibeti fejleményeket.” A szárazföldi ügyekkel foglalkozó bizottság szintén elítélte a kínaiak által adott választ.[123]
- ENSZ: Louise Arbour, az emberi jogokkal foglalkozó biztos sürgette a kínai kormányt, hogy tegye lehetővé a tüntetők számára a szabad gyülekezéshez és a véleménynyilvánításhoz való joguk gyakorlását. Ezenfelül azt tanácsolta a kínai kormánynak, hogy tartózkodjon a túlzott erő alkalmazásától, és a letartóztatott személyek megfélemlítésétől.[124] Pan Gimun elnök békés megoldást sürgetett, azonban hozzátette, hogy az ENSZ nem fog közbeavatkozni.[111]
- Az Európai Unió vezetői arra kérték Kínát, fogja magát vissza, és tartsa tiszteletben az emberi jogokat. Javier Solana, az Unió külügyi és biztonságpolitikai főképviselője kijelentette, hogy az események nem lesznek hatással Európának a pekingi olimpián való részvételére.[125]
- USA: A pekingi nagykövet, Clark Randt sürgette, hogy Kína minél előbb tanúsítson önmérsékletet.Míg a dalai lámával Dharmsalában tárgyalt, Nancy Pelosi házelnök arra kérte fel a tüntetőket, hogy ítéljék el a kínaiak hatalmát.[56][126] Bush elnök március 26-án felhívta Hu Jintaót. Az elnök aggodalmának adott hangot a tibeti helyzet miatt, és felkérte a kínai kormányt, hogy a dalai láma képviselőivel kezdjenek érdemi megbeszéléseket, és engedjék meg, hogy az újságírók valamint a diplomaták eljuthassanak Tibetbe.[127]
- Csehország: Az ország kormánya az követeli hogy azonnal hagyják abba az elnyomást, és minden, ezt megelőzően előzetesen letartóztatottat haladéktalanul engedjenek szabadon. A cseh kormány ezen felül felszólította a kínai kormányt, hogy a független újságíróknak tegye lehetővé a Tibetbe való belépést, és a nem elferdített információkhoz történő hozzáférést. Václav Klaus elnök ezen felül a tibeti helyzet elmérgesedése miatti aggodalmainak is hangot adott, és kifejtette, hogy az erőszak sem Tibetben, sem a világ bármely más részén nem vezet eredményre.[128] Csehország külügyminisztere, Karel Schwarzenberg, a következőt nyilatkozta: "Nagy aggodalommal követjük a jelenlegi tibeti fejleményeket, mely számos életbe kerül és sok sebesülést okozott. Elutasítjuk a békés, fegyvertelken tüntetők elleni erőszakot, akik éppen szabadon véleményt nyilvánítanak. Erőszak alkalmazása csak a helyzet romlásához vezethet; ezért kérünk maximális megértést.", said Minister of Foreign Affairs of the Czech Republic.[129]
- Ausztrália: Az ausztrál miniszterelnök, Kevin Rudd sürgette a kínai kormányt, hogy tanúsítson önuralmat. Ezenkívül a következőt mondta: „Jelentős fejlemények vannak, amik a két kormány közötti diplomáciai kommunikációnak is tárgyát képezték, és remélem, ezek a megbeszélések folytatódni fognak.”[130]
- Brazília: A brazil kormány elítéli a tibeti autonóm tartományban történt eseményeket, melyek emberéletek kioltásához vezettek. Amellett, hogy kifejezték a Kínai Népköztársaság területi sérthetetlenségének támogatását, a brazil kormány kifejezte rendíthetetlen bizalmát aziránt, hogy olyan békés megoldást találnak, mely lehetővé teszi egy olyan tartós megoldás létrehozását, mely a kulturális és vallási különbözőségek teljes elfogadása mellett a békét és a megértést támogatja a Tibeti Autonóm Tartományban.[131]
- Ciprus: az ország külügyminisztere, Markos Kyprianou hangsúlyozta, hogy Ciprus az egy Kína elvét támogatja, ennek területi integritásának megőrzésével együtt. A jelenlegi tibeti fejleményekre reagálva annak a reményének adott hangot, hogy a helyzet nem romlik tovább, és nem lesz több halálos áldozat, és helyreáll Tibetben a béke és a stabilitás.[132]
- Dél-Korea: Az ország külügyi és kereskedelmi minisztériumának szóvivője, Cho Hee-Young kijelentette, hogy az erőszak használatát vissza kell szorítni, és a zavargásoknak mielőbb, további emberéletek kiontása nélkül véget kell érnie. A szóvivő azt is hozzátette, hogy a MOFAT gyakran ellenőrzi a helyzetet, és teljes együttműködést kért abban, hogy a Tibetben tartózkodó külföldiek biztonságát garantálni lehessen.[133]
- Egyesült Királyság: A brit miniszterelnök, Gordon Brown 2008. március 19-én azt mondta a brit alsóházban, hogy beszélt Wen Jiabao kínai miniszterelnökkel, és sürgette az erőszak megoldását. Brown megerősítette, hogy a dalai láma britanniai útja során vele is fog találkozni.[134]
- Észak-Korea: Az ország elítélte a tibeti szeparatisták zavargásait, és támogatta Kínának azon erőfeszítéseit, melyekkel meg akarja állítani az erőszakot.[135] A Központi Koreai Hírügynökség állítása szerint az egyik külügyminiszteri szóvivő a következőt mondta: "Tibet Kína elidegeníthetetlen része. A Koreai Népköztársaság kormánya elítéli azokat a kellemetlen elemeket, melyek megkísérelnek Tibetnek függetlenséget biztosítani. és ezzel meg akarják fúrni a Pekingi Olimpiát."[135]
- Fidzsi-szigetek. Az ország ideiglenes kormánya hivatalos levelet küldött a kínai kormánynak, melyben Kía erőfeszítéseit támogatja, mellyel a tibeti helyzet megoldására törekszik.[136] Parmesh Chand, a Fidzsi-szigetek ideiglenes miniszterelnökének titkára szintén azt nyilatkozta, hogy "…A Fidzsi-szigetek szintén Kína belügyének tekinti az eseményeket, amivel a kínai kormánynak kell boldogulnia."[136]

- Franciaország: Március 19-én a külügyekért és az emberi jogokért felelős miniszter, Rama Yade felszólította Kínát, hogy nyújtson kezet a dalai lámának, és fogadja el a tibetieket. Ugyanakkor hangsúlyozta, hogy amennyiben ez nem fog bekövetkezni, a nemzetközi közösség le fogja ebből vonni a következtetéseket.[137] Március 24-én Nicolas Sarkozy francia elnök arra kérte Hu Jintao kínai miniszterelnököt, hogy tanúsítsanak önmérsékletet, és vessenek véget az erőszaknak, valamint kezdjenek párbeszédet Tibettel. Március 25-én a következőt nyilatkozta : "Van egy küldöttem, aki a dalai láma körüli szervezetekkel tárgyal, amivel a párbeszéd megkezdését akarom elérni."[138]
- Hollandia: Hans van Baalen parlamenti képviselő (VVD) a holland Netwerk című hírműsorban azt mondta, hogy Kínának tartózkodnia kéne minden olyan erőszaktól, mely nem teljesen nélkülözhetetlen a régióban a rend fenntartásához. Véleménye szerint Kínának párbeszédet kéne kezdeményeznie a dalai lámával. Az olimpián való részvétel a sportolók egyéni döntése.[139]
- India: India külügyminisztériuma a következő nyilatkozatot tette: „Szomorúak vagyunk a Lhászából érkező hírek miatt, melyek arról tudósítanak, hogy az ottani helyzet megoldatlan, és kívülállók életébe kerül. Reméljük mindaz a beavatkozás, melyet alkalmaznak, javítani fog a helyzeten, és csökkenni fognak az ilyen összetűzések mérete Tibetben, mely Kínának autonóm tartománya, és így párbeszéddel, s nem ilyenformán kéne megoldani a helyzeteket.”[140] A nyilatkozatot több ellenzéki párt kritizálta: akik szerint amit mondtak, az „elégtelen válasz” volt. Vijay Kumar Malhotra, a konzervatív BBJP egyik képviselője és az Indiai Olimpiai Szervezet alelnök a következőket mondta a parlamentben: „Azok a kínai biztonsági erők, melyek részt vettek a nemzetiségi tisztogatásban, az elmúlt héten Lhászában több mint 100 ártatlan embert kínoztak meg. A háznak el kellene ítélnie az incidenst.”[141]
- Japán: Az ország kabinetjének főtitkára, Nobutaka Macsimura a következőket mondta: „Alapvetően ez Kína belügye, azonban reméljük, mindkét fél önmérsékletet fog tanúsítani, így a zavargás nem fog továbbterjedni.”[142] Kazuo Kodama a japán külügyminisztérium szóvivője egy közleményben a következőket tudatta, hogy Japán csüggedt a tibeti helyzet miatt, és szorosan nyomon követi a Lhászában történteket.[143]
- Stephen Harper miniszterelnök március 20-án a következő nyilatkozatot bocsátotta ki: 2008, "Kanada osztja a Tibetben most folyó események miatta aggodalmakat. Ahogy azt nekem Őszentsége a Dalai Láma találkozásunkkor említette, és nemrég be is jelentette, az ő üzenete az erőszakmentesség és a kibékülés és ezen felhívásában én is csatlakozom hozzá. Kanada felszólítja Kínát, hogy teljes mértékben vegye figyelembe az emberi jogokat, és tűrje a békés tüntetést. Kanada ugyanakkor önmérsékletet is elvár Kínától a helyzet kezelése közben."[144]
- Kolumbia: Kolumbia Külügyminisztériuma egy közleményt hozott nyilvánosságra, mely szerint Kolumbia aggodalmát fejezi ki a Kínában, a Tibeti Autonóm Tartományban jelenlegi erőszakos események miatt. Kolumbia kormánya biztos abban, hogy a szükséges erővel lépnek fel az erőszak elharapózódása ellen és a régió helyzetének normalizálása érdekében. Kolumbia reméli, hogy a nyári olimpiai játékokat ebben az évben a Kínai Népköztársaságban meg fogják tartani, mivel ez független a Tibetben történtektől.a[145]
- Lengyelország: a lengyel szejm lengyel–tibeti csoportja elítélte a kínaiak válaszát a felkelésre, és azzal fenyegette meg Kínát, hogy nem vesznek részt az olimpián.[146]
- Magyarország: Várkonyi László államtitkár nyilatkozata alapján Magyarország az Európai Unió szlovén elnöksége által március 17-én kiadott nyilatkozattal ért egyet, mely az EU mély aggodalmát fejezi ki a tibeti fejleményekkel kapcsolatban, a részt vevő feleket önmérsékletre intette, és felszólította a kínai hatóságokat, hogy a nemzetközileg elfogadott demokratikus irányelvek figyelembe vételével válaszoljon a tüntetésekre, és reményét fejezte ki, hogy a kínai kormány a jövőben az emberi jogok tiszteletben tartásával válaszol az eseményekre..[147]
- Mianmar: Az ország kormánya egy nyilatkozatot bocsátott ki, mely szerint ellenzik a pekingi olimpia és a zavargások összekapcsolását, mivel Tibet Kína belügye.[148]
- Németország: Angela Merkel kancellár március 15-én egy nyilatkozatban azt mondta, hogy aggodalommal figyeli a tibeti erőszakot.[149] AS német külügyminiszter a következőképp nyilatkozott: „Mindent meg kell tenni hogy a jövőben elkerüljük az ilyen helyzetek létrejöttét, és békés véget kell vetni a konfliktusnak. (Frank-Walter) Steinmeier miniszter felhívja kínai kollegáit, hogy amennyire csak lehet, teremtsék meg annak lehetőségét, hogy a hírek eljussanak a tibeti eseményekről.”[142]
- Olaszország: Az olasz külügyminiszter azt mondta, hogy magához rendelte a kínai nagykövetet, hogy megbeszéljék a drámai tibeti eseményeket.[150]
- Oroszország: Az ország hétfőn akképp nyilatkozott, mely szerint reméli, hogy a kínai kormány meg fog tenni minden szükséges lépést, hogy megállítsa a törvénytelen cselekedeteket, és megtesz mindent a helyzet minél előbbi rendezése érdekében.[151]

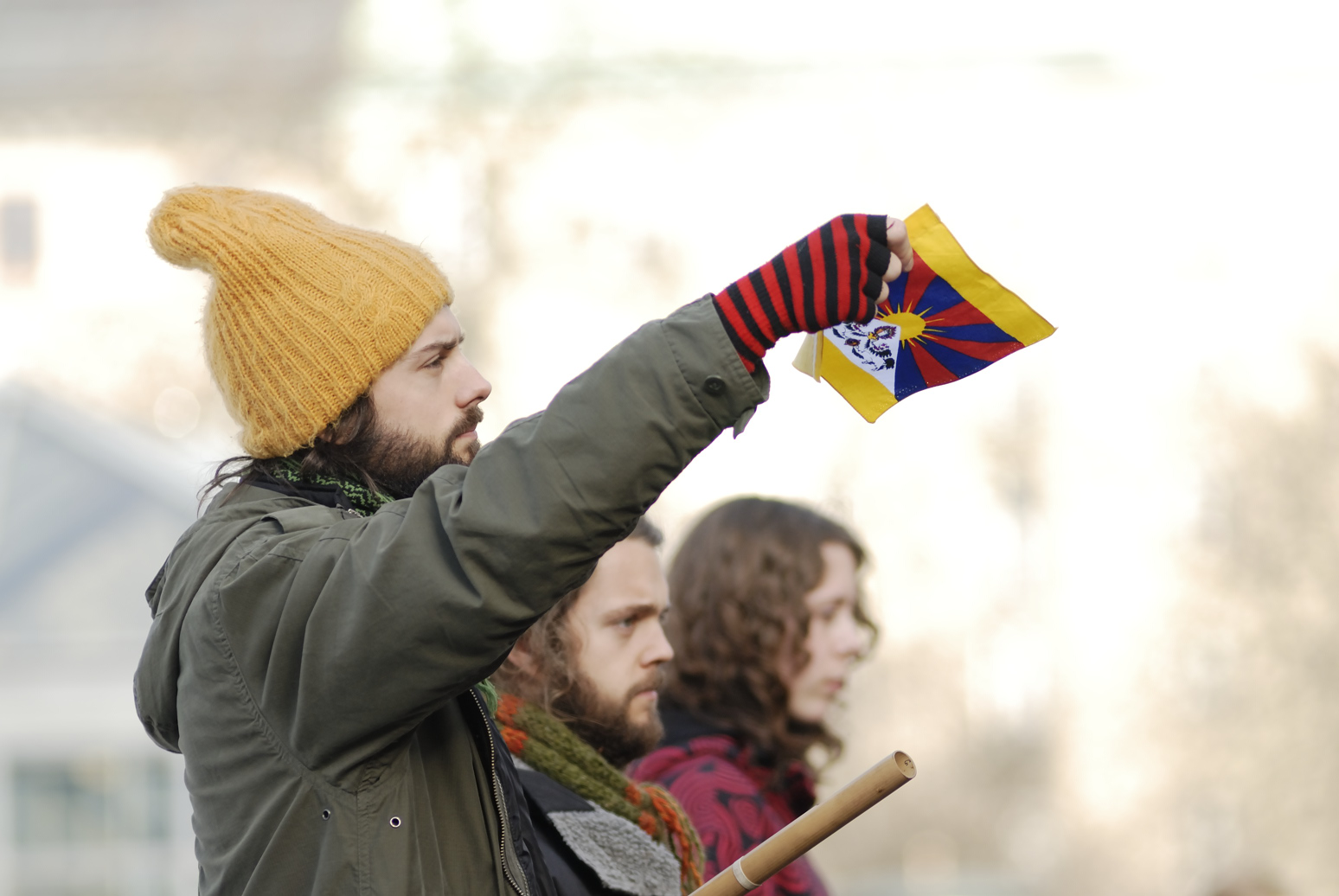
Egy Tibet-párti tüntetés Stockholmban 2008. március 16-án.

- Pakisztán: az ország külügyi irodájának szóvivője, Mohammad Sadiq elítélte a tibeti tüntetőket, és kijelentette, hogy Pakisztán ellenez minden, Kína önállóságát és területi integritását sértő cselekményt.[152]
- Spanyolország: Az ország kormánya a párbeszéd segítségével létrehozott, tartós és elfogadható megoldást támogatja. Ennek biztosítania kell a tibeti kultúrának a Knai Népköztársaság területén történő megóvását.[153]
- Srí Lanka: A kormány ismét megerősítette az ország egy Kína politikáját és Kína területi sérthetetlenségét. Ezen felül Srí Lanka reméli, hogy a Tibeti Autonóm Tartomány területén rendeződni fog a helyzet, és ezen felül reményét fejezte ki, hogy a fejlemények végül a buddhista ahimsza elképzelésnek megfelelően, barátságos úton fog rendeződni.[154]
- Svédország: a svéd külügyminiszter, Carl Bildt elítélte a kínaiaknak a tibeti zendülők ellen tanúsított erélyes fellépését, és felszólította a kínai hatóságokat, hogy tartsák tiszteletben a tibetiek jogait.[155]
- Szerbia: A szerb külügyminisztérium ismételten hangoztatta az ország egy Kína politikájának támogatását, és a továbbiakban is elismeri az ország szuverenitását és területi sérthetetlenségét. Szerbia hangsúlyozta, hogy Tibet Kína belügye, és elismeri azt a politikát, amely Tibetet Kína autonóm tartományaként kezeli.[156]
- Szingapúr Az ország kormánya támogatja Kína kormányának azon kinyilvánított politikáját, mely szerint a lehető legkevesebb erő alkalmazásával megvédi a felkelők támadásaitól állampolgárai vagyonát és életét. Az olimpia átpolitizálása ellen vagyunk.[157]
- Thaiföld: Az ország a tibeti fejleményeket a Kínai Népköztársaság belügyeként kezeli. Thaiföld ellenzi, hogy a tibeti ügyet, és azt, hogy most Peking ad otthont az olimpiai játékoknak, ezeket összekapcsolják. Ez utóbbi az emberiség ókorból eredő hagyománya. Thaiföld reményét fejezte ki, hogy a kínai kormány olyan mérsékelt fellépést tanúsít, mely Kínai Tibeti Autonóm Köztársaságába hamarosan visszahozza a békét.[158]
- Új-Zéland A parlament határozott támogatását fejezte ki aziánt, hogy a tüntetők békésen tüntethessenek, s ugyanakkor sürgette a kínai hatóságokat, hogy óvatosan, arányosan válaszoljanak az eseményekre. Ugyanakkor sürgették Kínát, hogy kezdjen értelmes tárgyalásokat a tibetiek képviselőivel, hogy minél előbb tartós rendezést lehessen elérni a mai tibeti problémák területén.[159]
- Venezuela: Az ország elnöke, Hugo Chávez a következőt modta mondta Az (amerikai) imperialisták meg akarják osztani Kínát. Ők okozzák a tibeti bajokat. Megpróbálják szabotálni a pekingi olimpiát, s e mögött az imperializmus keze van. Arra kérjük a világot, segítsen Kínának e terv meghiúsításában. Az erőszak képe látható Tibetben. Ki ellen van ez az egész? Kína ellen. Az (amerikai) birodalom meg akarja gyengíteni Kínát, mivel Kína most virágzik. "[160] Néhány jobboldali venezuelai a dalai láma által vezetett tibeti függetlenségi mozgalmat Washington-barát, konzervatív szerzetesek szervezetének tekinti.[161]
- Vietnám: Az ország külügyminisztere kibocsátott egy közleményt, mely szerint a Tibettel kapcsolatos ügyeket Kína belügyének tekintik. "Bizonyosak vagyunk abban, hogy Kína kormánya a megfelelő mértékű erőt alkalmaz, hogy biztosítani tudja a közrendet és a szociális biztonságot valamint a gazdasági fejlődést Tibet területén és általában Kínában. "[162]

A túrára szintén meghívott tajvani média azt közölte, a szerzetesek nem tudták magukat megértetni a külföldi újságírókkal – mint például az Association Press képviselőjével – mivel ők csak kínaiul beszéltek. A tajvani riportereknek elmondták, hogy még akkor is be voltak zárva a szentélyeikbe, ha ők részt sem vettek a zavargásokban. Ezen kívül arról is beszámoltak, hogy a szerzeteseket bántalmazták, és egyeseket megöltek a zavargásokban, a kínai hatóságok csalókat küldtek a szentélyekbe.
A Tibeti Autonóm Terület kormányzati hivatalnokai azt mondták, a szerzeteseket valóban bezárták a kolostorokba, azonban hozzátették, hogy minderre a zavargások miatt indult rendőrségi eljárás interjúztatási szakaszában került sor, és itt is csak olyan eseményeknél, melyekben érintettek lehettek.

## Következménye és értékelése
A Zsenmin Zsipao szerint Szecsuan több területén március 24-én helyreállt a rend, és több iskola, bolt valamint étterem újra kinyitott.
március 26-án újságírók egy kis csoportját busszal Tibetbe vittek, azonban bizonytalan, mennyit láthattak. „Bár a kínai televízió még mindig a felkelés okozta károkról sugároz felvételeket, Lhászának azon részében, ahova elvitték a riportereket, csak csekély nyomát látták a rombolásnak.” Úgy tűnik, ez megerősíti a Tibet minden területéről érkező szemtanúlkk beszámolóit, amelyeket a tibeti nyelvű, amerikaiak által irányított Radio Free Asia csatornának adtak, s melyek szerint a március 15-i tüntetések békések voltak, és a felkelők nem viseltek fegyvert.

### Lehetséges olimpiai bojkott
A Nemzetközi Olimpiai Bizottság elnökhelyettese, Thomas Bach szerint néhány sportoló augusztusban a véres tibeti események miatt bojkottálhatja a 2008. évi nyári olimpiai játékokat Megérti a sportolók fenntartásait, azonban az olimpián való részvételre ösztönzi őket. Mikor jobban átgondolják a helyzetet, rájönnek, hogy jobb részt venni a játékokon, mint attól távol maradni. Ez egy olyan gesztus, melyet a közvélemény értékelni fog.
Még egyetlen külföldi kormány sem jelentette be, hogy bojkottálná az olimpiát.
Az Európai Unió tagjai és az olimpiai bizottságok azt hangsúlyozzák, hogy hogy a sportot és a politikát nem lehet úgy összekapcsolni, hogy a tibeti helyzet kezelése miatt bojkottálják a pekingi olimpiát. Patrick Hickey, az Európai Olimpiai Bizottságok vezetője a következőket mondta egy, az Associaton Pressnek adott interjúban: "Semmilyen körülmények között sem fogjuk támogatni a távolmaradást. Ebben minden tagunk 100 százalékosan egyetért. Egyetlen kormányfő sem szólított fel bojkottra. A bojkott csak a sportolóknak büntetés." Az Ausztrál Olimpiai Bizottság szintén ellenez minden bojkottot, melyet az emberi jogok megsértése miatt indítanak. Azonban Bernard Kouchner francia külügyminiszter nem zárta ki a távolmaradás lehetőségét. Kedden azt állította, hogy az olimpiai megnyitó bojkottjában való részvétele Kína belpolitikájának függvénye.
A dalai láma kifejtette, hogy ő személy szerint ellenez minden bojkottot, a kínai népet nem lehet azért hibáztatni, ami az anyaföldjükön történik. Kijelentette, hogy Pekinget emlékeztetni kell, hogy jó házigazdája legyen az olimpiai játékoknak.
Most azt tervezik a tibeti tüntetők, hogy végigkísérik az olimpiai lángot földkörüli útján.. Az amerikai külügyminisztérium figyelmeztette az olimpián részt vevő amerikaiakat, hogy az amerikai társalgást és telefonbeszélgetéseket különösen figyelhetik, és tudtuk nélkül átkutathatják szobáikat.
A pekingi olimpia több támogatója most nyomás alatt van, többek között a Lenovo, a Coca-Cola, a Samsung és a McDonald’s. A szponzoroknak a jelenlegi tüntetést az atlantai olimpia homoszexuálisok elleni akciók és a Sydneyi olimpiának az ausztrál őslakosok helyzete miatti bojkottjához hasonlítják.
Amennyiben sikeres lesz a bojkott, akkor ez tovább bővíti az olimpiai incidensek listáját. Ezen több olimpia szerepel az 1980-as évekből, mikor a világ a hidegháború korszakát élte. Ekkor először Afganisztán szovjet megszállása miatt a nyugati hatalmak maradtak távol az 1980-as olimpiától. A kommunista blokk államai ezt 1984-ben visszafizették.

A lengyel kormány úgy döntött, nem vesz részt az olimpiai játékok nyitóünnepségén. Donald Tusk az első európai kormányfő, mely határozottan bejelentette, hogy bojkottálni fognak.
Március 28-án Angela Merkel német kancellár bejelentette, hogy nem fog részt venni az olimpián. Azonban Németország külügyminisztere kijelentette, Merkel soha nem is tervezte, hogy ellátogat Pekingbe, így nincs mit visszamondani, és semmi, aminek kapcsolatban kéne lennie Tibettel.